# فرودگاه نظامی سئول
فرودگاه سئول (یاتا: SSN، ایکائو: RKSM) فرودگاهی است در کره‌جنوبی که توسط گروه پانزدهم نیروی هوایی کره‌جنوبی اداره می‌شود. این فرودگاه در شهر سئونگنام  سمت راست و جنوب سئول واقع شده‌است. دو خط راه‌آهن (۱۹/۱٬۲۰/۲) به این فرودگاه خدمات حمل ونقل ارائه می‌دهند.
پایگاه K-16 نیروی زمینی ایالات متحده آمریکا در گوشه جنوب غربی این فرودگاه مستقر است. نمایش هوایی سئول در این منطقه برگزار می‌گردد و همچنین رئیس جمهور کره جنوبی و مقام‌های رسمی از این فرودگاه استفاده می‌کنند.